# 彼得·格萊恩
彼得·格萊恩爵士（Sir Peter Grain，1864年9月25日—1947年5月6日），英国法官，他曾於1927年至1933年期間擔任英國在華最高法院首席法官，1926年至1930年兼任英租威海卫高等法院法官。

## 生平
彼得·格萊恩是伦敦刑事案件大律師约翰·彼得·格萊恩（John Peter Grain）的儿子。 1897年1月，彼得·格萊恩被中殿律師學院授予律師證書。 
1906年，彼得·格萊恩出任桑给巴尔治安法官，同年他就升任助理法官和东非上诉法院法官。 
1910年，他出任君士坦丁堡英国最高领事法庭助理法官， 1911年升任代理法官。1919年，他出任英国最高法院埃及法官。
1921年，彼得·格萊恩轉任英國在華最高法院助理法官。 1926年兼任英租威海卫高等法院法官。 
1927年，他升任英國在華最高法院首席法官 ， 1928年2月被授予爵士。 
1933年，彼得·格萊恩退休。之後他回到英格兰。 